# Aage Høy-Petersen
Aage Høy-Petersen (født 4. november 1898 i Ordrup, død 29. december 1967 i Gentofte) var en dansk sejlsportsmand, der sejlede for KDY og Skovshoved Sejlklub, som han i en periode sad i bestyrelsen for.
Aage Høy-Petersen deltog i to olympiske lege. 
Ved OL 1924 i Paris deltog han i jolle, en speciel fransk udgave (Monotype national français), der kun blev brugt ved disse lege. Sejladserne blev gennemført på Seinen i Paris i perioden 10.-13. juli. Høy-Petersen gennemførte ikke første indledende sejlads, og i anden sejlads blev han nummer syv. Dermed kom han ikke i finalen.
Ved OL 1928 i Amsterdam var han med i 6 meter-klassen sammen med Vilhelm Vett, Niels Otto Møller og Peter Schlütter i båden "Hi-Hi", som vandt sølv. Danskerne blev besejret af Norge, der blandt andet havde kronprins Olav i besætningen. Nordmændene vandt tre af de fire første sejladser, mens danskerne vandt de to sidste af de i alt syv sejladser. Skønt danskerne ikke havde klaret sig specielt godt i de fem første sejladser, var sejrene i de to sidste tilstrækkeligt til at holde båden fra Estland på tredjepladsen bag sig.